# Втора република Южна Корея
Втората република Южна Корея е правителството на Южна Корея, което управлява осем месеца през 1960 и 1961 г. То е последвано от военно правителство на Върховния съвет за национално преустройство. Това е единственото правителство в рамките на парламентарната система в историята на Корея.

## Създаване
Първата република е свалена от широко разпространените протести, известни като Априлската революция през април 1960 г. След падането си, властта е за кратко дадена на временна администрация под ръководството на Хео Джоун. На 29 юли 1960 г. се провеждат нови парламентарни избори. Демократическата партия, която е опозиция по време на Първата република, лесно придобива властта и формира Втората република.
Втората република функционира в рамките на парламентарна система. Законодателната власт е двукамерна – парламент като долна камара и камара на общините като горна. Президентът е избран от двете камари на законодателната власт и е държавен глава. Поради многобройните злоупотреби с власт от първия президент на Южна Корея, Сингман Ре, ролята на президента е значително намалена от новата конституция до почти изцяло церемониална. Реалната власт е на премиера и кабинета, които са избрани от парламента. Юн По Сон е избран за президент на 13 август 1960 г. Премиерът и ръководител на правителството е Чанг Мион.

## Политика
Втората република връща свободата на словото и с нея се увеличава политическата активност. Голяма част от тази активност е на леви и студентски групи, които допринасят за свалянето на Първата република. Членството и дейността нарастват бързо през по-късните месеци на 1960 г. Около 2000 демонстрации се провеждат през осемте месеца на Втората република.
Под натиска отляво, правителството на Чанг извършва серия от уволнения на военни и полицейски служители, участвали в антидемократични действия или корупция. Специален закон за тази цел е приет на 31 октомври 1960 г. 40 000 души са обект на разследване. От тях повече от 2200 държавни служители и 4000 полицейски служители са отстранени. Освен това правителството смята да намали армията със 100 000, но този план е отложен.

## Икономика
В икономическо отношение правителството е изправено пред нарастваща нестабилност. Правителството формулира петгодишен икономически план, въпреки че не е в състояние да предприеме действия по него. При Втората република стойността на вона спрямо долара е загубена на половина между есента на 1960 и пролетта на 1961 г. През този период също се повишават цените и безработицата.